# Godefroid du Faing d'Aigremont
Godefroid du Faing d'Aigremont (Mellier, 5 april 1761 - Luxemburg, 21 april 1834) was een Zuid-Nederlands edelman.

## Geschiedenis
Du Faing behoorde tot een familie van wie de eerste adelbrieven dateerden van 1595. Ze waren verleend, met de titel ridder, door koning Filips II aan de krijgsman Gilles du Faing. In 1623 werd aan diezelfde Gilles, ondertussen heer van Ophasselt en raadsheer in de justitieraad van Luxemburg, een baronstitel verleend door koning Filips IV, gebaseerd op het tot baronie verheffen van de heerlijkheid Jamoigne. In 1661 werd aan zijn zoon, Philippe-François du Faing, baron van Jamoigne, raadsheer in de justitieraad van Luxemburg, adellijk gedeputeerde van deze staten, de titel van graaf van Ophasselt verleend, door verheffing tot graafschap van de heerlijkheid Ophasselt bij Geraardsbergen. Deze tak doofde in 1710 uit. Daarnaast werd in 1769 Mathieu-Joseph du Faing, heer van Aigremont opgenomen in de Tweede stand van Luxemburg. Hij was de overgrootvader van Godefroid du Faing.
Godefroid was een zoon van Mathieu-Joseph du Faing, lid van de adel van Luxemburg, heer van Aigremont, Mathon en Mesnil, en van Marie-Josèphe de Gérimont. Hijzelf was onder het ancien régime ontvanger van de gasthuizen in de stad Luxemburg.
Hij was tweeënveertig toen hij in 1803 trouwde met Marie-Jeanne de Nonancourt (1779-1837). Dit mag doen veronderstellen dat de revolutiejaren voor hem moeilijk waren. Ze hadden drie kinderen, van wie er twee in Izel geboren werden en een in Tintigny. Ze zorgden niet voor verdere afstammelingen, zodat de familie in mannelijke lijn in 1855 uitdoofde bij de dood van hun zoon Henri du Faing (1806-1855) en in vrouwelijke lijn in 1880 met de dood van hun dochter Anne du Faing (1804-1880), franciscanes, stichteres van het klooster aan de Vismarkt van Luxemburg, waar ze overste van was.
In 1816 behoorde Godefroid tot de eerste groep die onder het Verenigd Koninkrijk der Nederlanden in de erfelijke adel werd erkend en benoemd werd in de Ridderschap van Luxemburg. Hij was tevens lid van de Provinciale Staten van Luxemburg.